# بشرة (جارية)
بشرة جارية عائشة بنت طلحة. وفيها يقول الحارث بن خالد المخزومي.